# Mihail Pavlovici Șișkin
Mihail Pavlovici Șișkin (rusă Михаил Павлович Шишкин, transliterare științifică Michail Pavlovič Šiškin; de asemenea, în diferite transcrieri, Mikhail Shishkin, Mikhail Chichkine etc., n. 18 ianuarie 1961, Moscova, RSFS Rusă, URSS) este un scriitor și jurnalist rus.

## Biografie
Șișkin a studiat germana și engleza la Universitatea Pedagogică de Stat din Moscova. După absolvire, a lucrat ca jurnalist la revista de tineret Rowesnik timp de trei ani, după care a predat limba germană și engleza timp de zece ani la „Școala numărul 444” din Moscova. 
Mihail Șișkin s-a căsătorit cu elvețianca Francesca Stocklin (a doua căsătorie) și a locuit cu familia sa la Zurich din 1995, unde a lucrat ca profesor de limba rusă, profesor și traducător pentru Oficiul pentru Migrație. De la publicarea romanului său Părul Venerei în 2005, el trăiește exclusiv din opera sa literară. În semestrul de toamna 2007 și 2009 Șișkin a predat limba rusă și cultura rusă la Universitatea Washington și Lee din Lexington (Virginia). Din 2011  locuiește cu familia sa (fiind în a treia căsătorie cu rusoaica Evgeniya Frolkova) la Kleinlützel în cantonul Solothurn. 
Mihail Șișkin a fost singurul autor care a primit cele mai importante trei premii literare din Rusia: în 2000 a primit premiul Booker rus, Premiul național bestseller  2005,  Premiul Bolshaya Kniga în 2006 și 2011.  Cărțile sale sunt cel mai bine vândute în Rusia.
Romanele lui Șișkin au fost traduse în peste 30 de limbi. Eseurile lui Șișkin au fost publicate în ziarele importante din țările vorbitoare de limba germană, precum și în mass - media internaționale, cum ar fi The New York Times,  The Wall Street Journal,  The Guardian, , Le Monde  The Independent,  etc. 
După Destrămarea Uniunii Republicilor Sovietice Socialiste, Șișkin a criticat eșecul de a face față atrocităților din anii trecuți. În timp ce germanii s-au confruntat cu crimele comise sub național-socialism și o mărturisire a vinovăției, rușii își vor glorifica foștii despoți. El a încercat ca o comparație basmul-dramă Dragonul al lui Jewgeny Schwarz.
Scrisoarea sa deschisă a provocat o agitație în Rusia în 2013. Șișkin a refuzat să participe la delegația oficială a scriitorilor ruși la târgul de carte BookExpo din New York. În 2014, Șișkin a fost din ce în ce mai critic în timpul crizei din Ucraina, la politica guvernului rus și a președintelui rus, Vladimir Putin.  La ce de-a șaptesprezecea aniversare a sfârșitului războiului din 9 mai 2015, el a scris: „Din nou, un dictator recurge la patriotism pentru a-și asigura puterea. [...] Conducătorii de astăzi au furat petrol și gaz, alegeri și terenuri poporului rus. Și victoria (din 1945). [...] Rusele rusine și ucrainenii sunt o răutate de neiertat. " 
Mihail Șișkin este membru al Asociației Autorilor Elvețieni și al Centrului PEN German-Elvețian.

## Opera literară

### Romane și non-ficțiune
- 1993 Vsech oshidajet odna notsch (Omnes una manet nox), „Snamija”, nr. 7 + 8/1993.
- 1999 Vsjatije Ismaila, roman, tipărit 1999 în „Snamija” nr. 10/11/12 și 2000 ca ediție unică de editura Vagrius, Moscova.
- 2000 Russkaja Schweizarija. Pevodeoditel literaurno-istorichesky
- 2002 Montreux-Missolunghi-Astapovo. Pe urmele lui Byron și Tolstoi: o plimbare literară de la Lacul Geneva până la Oberlandul Bernat Limmat Verlag, Zurich. (Fără versiunea originală rusă! )
- 2005 Wenerin Wolos, „Snamija”, nr. 4/5 / 6-2005.
- 2010 Pismownik

## Prezența în România și opere traduse în limba română
În octombrie 2019, Mihail Șișkin este prezentă la Iași, în cadrul Festivalului Internațional de Literatură și Traducere (FILIT).
- Luarea Ismailului, roman. Tradus în romană de Antoaneta Olteanu . Editura Curtea Veche, Bucuresti 2013, ISBN 9786065887893.
- Părul Venerei, inedit. Tradus în romană de Antoaneta Olteanu. Editura Curtea Veche, Bucuresti 2013, ISBN 9786065886308.
- Scrisorar, roman. Tradus în romană de Antoaneta Olteanu. Editura Curtea Veche, Bucuresti 2012, ISBN 9786065883369.

## Premii
- 1994 Cel mai bun debut al anului în Rusia: Urok kalligrafii (Lecția de caligrafie).
- 2000 Premiul Booker rus pentru cel mai bun roman al anului: Vsjatije Ismaila (Luarea Ismailului) .
- 2000 Bursa de contribuții al cantonului Zurich pentru Elveția Rusă.
- 2002 Opera orașului Zurich pentru Montreux-Missolunghi-Astapowo, Pe urmele lui Byron și Tolstoi .
- Premiul 2005 pentru cea mai bună carte străină a anului în Franța: Montreux-Missolunghi-Astapowo, Pe urmele lui Byron și Tolstoi .
- Premiul Național Bestseller din 2005 pentru Wenerin Wolos (Părul Venerei).
- 2006 Premiul Bolshaya Kniga în Rusia pentru Wenerin Wolos (Părul Venerei).
- 2007Premiul Grinzane Cavour, [24] Capelvenere (Ital. Traducere Părul Venerei)
- 2011 Spycher: Premiul literaturii Leuk, Elveția, pentru Părul Venerei
- 2011 Premiul Internațional de Literatură  - Haus der Kulturen der Welt pentru Părul Venerei.
- 2011 Premiul Bolshaja Kniga în Rusia pentru Pismownik (Scrisorar) .